# MSC
MSC (англ. Musculin) – білок, який кодується однойменним геном, розташованим у людей на короткому плечі 8-ї хромосоми. Довжина поліпептидного ланцюга білка становить 206 амінокислот, а молекулярна маса — 22 068.
| 10         |  | 20         |  | 30         |  | 40         |  | 50         |
| ---------- |  | ---------- |  | ---------- |  | ---------- |  | ---------- |
| MSTGSVSDPE |  | EMELRGLQRE |  | YPVPASKRPP |  | LRGVERSYAS |  | PSDNSSAEEE |
| DPDGEEERCA |  | LGTAGSAEGC |  | KRKRPRVAGG |  | GGAGGSAGGG |  | GKKPLPAKGS |
| AAECKQSQRN |  | AANARERARM |  | RVLSKAFSRL |  | KTSLPWVPPD |  | TKLSKLDTLR |
| LASSYIAHLR |  | QLLQEDRYEN |  | GYVHPVNLTW |  | PFVVSGRPDS |  | DTKEVSAANR |
| LCGTTA     |  |            |  |            |  |            |  |            |

A: Аланін

C: Цистеїн

D: Аспарагінова кислота

E: Глутамінова кислота

F: Фенілаланін

G: Гліцин

H: Гістидин

I: Ізолейцин

K: Лізин

L: Лейцин

M: Метіонін

N: Аспарагін

P: Пролін

Q: Глутамін

R: Аргінін

S: Серин

T: Треонін

V: Валін

W: Триптофан

Кодований геном білок за функцією належить до репресорів. 
Задіяний у таких біологічних процесах, як транскрипція, регуляція транскрипції. 
Білок має сайт для зв'язування з ДНК. 
Локалізований у ядрі.